# .380 ACP

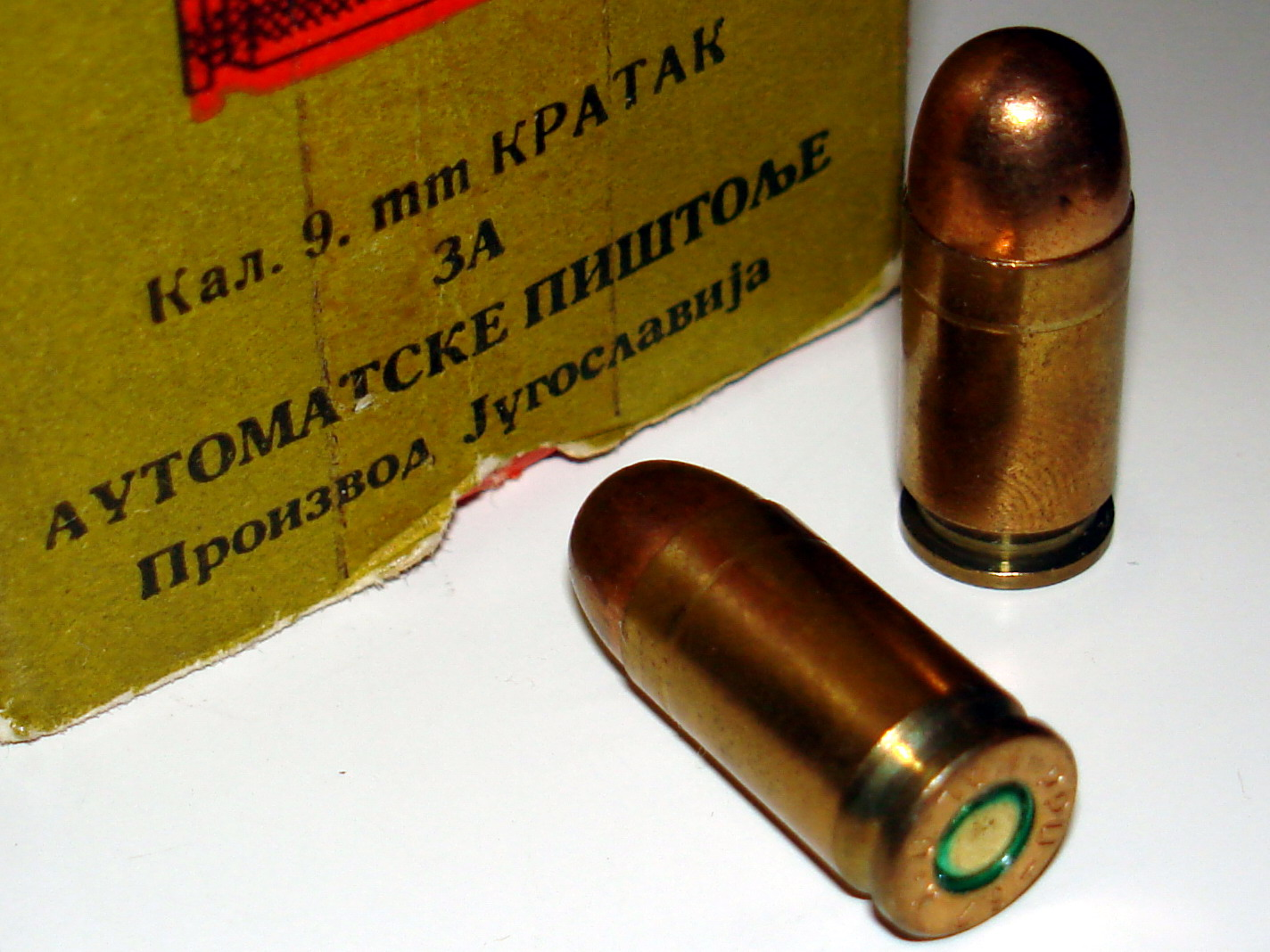
9 mm 쇼트(9 mm short)

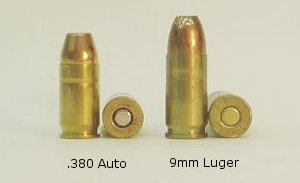
.380 ACP와 9 mm 루거 비교

.380 ACP(Automatic Colt Pistol) 탄은 존 브라우닝(John Browning)이 설계한 9mm 구경의 중형 자동권총용 탄약이다.

## 역사
.380 ACP 탄은 1908년에 콜트 사에서 제조하기 시작하여 콜트 M1908에 처음으로 사용되었다. 그 후 FN 브라우닝 M1910 등의 중형 자동권총을 대상으로 브라우닝이 설계한 형제 격인 .32 ACP 탄과 함께 널리 보급되었으며, 특히 유럽에서는 경찰용 탄환으로 한 시대를 풍미하였다. 그 후 유럽의 경찰용 권총은 9 mm 패러벨럼 탄을 사용하는 대형 권총으로 바뀌었지만, .380 ACP 탄은 지금까지도 개인 호신용으로 널리 사용되고 있다.

## 다른 표기
- 9mm Auto
- 9mm Browning
- 9mm Corto
- 9mm Kurz
- 9mm Short
- 9×17mm

## 주요 화기
권총
- 마우저 MSc
- 발터 PP
  - 발터 PPK
- 베레타 M1934
- 베레타 M84
- 콜트 M1908
- FN 브라우닝 M1910
- SIG Sauer P230

기관단총
- 잉그램 MAC-11

## 같이 보기
- 탄약
- 존 브라우닝
  - .25 ACP
  - .32 ACP
  - .45 ACP